# Minier (Illinois)
Minier es una villa ubicada en el condado de Tazewell en el estado estadounidense de Illinois. En el Censo de 2010 tenía una población de 1252 habitantes y una densidad poblacional de 778,42 personas por km².

## Geografía
Minier se encuentra ubicada en las coordenadas 40°25′59″N 89°18′50″O / 40.43306, -89.31389. Según la Oficina del Censo de los Estados Unidos, Minier tiene una superficie total de 1.61 km², de la cual 1.61 km² corresponden a tierra firme y (0%) 0 km² es agua.

## Demografía
Según el censo de 2010, había 1252 personas residiendo en Minier. La densidad de población era de 778,42 hab./km². De los 1252 habitantes, Minier estaba compuesto por el 98.08% blancos, el 0.24% eran afroamericanos, el 0.32% eran amerindios, el 0.48% eran asiáticos, el 0% eran isleños del Pacífico, el 0.08% eran de otras razas y el 0.8% pertenecían a dos o más razas. Del total de la población el 1.28% eran hispanos o latinos de cualquier raza.